# Kim Yong-Min (luchador)
Kim Yong-min (12 de agosto de 1988) es un luchador surcoreano de lucha grecorromana. Compitió en Campeonato Mundial en 2015 consiguiendo un décimo puesto. Ganó una medalla de plata en los Juegos Asiáticos de 2014. Campeón Asiático de 2012. Tres veces representó a su país en la Copa del Mundo, en el 2012 clasificándose en 2.º lugar.  